# Julianakazerne
De Prinses Julianakazerne (ook Julianakazerne of PJK genoemd) is een voormalige kazerne aan de Therèse Schwartzestraat in Den Haag ten westen van landgoed Oosterbeek.

## Bouw
De kazerne werd tijdens de Tweede Wereldoorlog door de Duitsers gebouwd om dienst te doen als Polizeikaserne. Architect was Karl Gonser (1902-1979). Het is een ontwerp in de bouwstijl van de Stuttgarter Schule en het gebouw doet denken aan een vesting met bastionvormige hoekgebouwen en kleine ramen. Om het gebouw loopt een gracht. Het heeft de status van gemeentelijk monument. Naast de kazerne, aan de Van Brienenlaan in Wassenaar, is tijdens de Tweede Wereldoorlog ook een commandobunker voor Seyss-Inquart gebouwd. In het ernaast gelegen Landgoed Oosterbeek werden vier type 625 bunkers gebouwd, waarvan er thans nog drie aanwezig zijn. Hierin stonden 7,5 cm PAK 40 kanonnen ter verdediging van de commandobunker.
De locatie was voor de Duitsers zeer praktisch, op Oosterbeek stond een filmstudio die ze in beslag hadden genomen en waar de Duitse filmmaatschappij U.F.A. propagandafilms maakte, en achter Oosterbeek lag Landgoed Clingendael, waar Seyss-Inquart zijn intrek nam.

## De Landmacht
Na de bevrijding was de kazerne in gebruik bij de Koninklijke Landmacht, die er van 1948 - 2010 haar hoofdkwartier had. Op een deel van het terrein van de voormalige Kromhoutkazerne in Utrecht is de nieuwe Kromhout Kazerne verrezen, die eind 2010 in gebruik is genomen als onder andere het nieuwe hoofdkwartier van de Koninklijke Landmacht.

## Het Ministerie
In het najaar van 2005 werd besloten veel onderdelen van de krijgsmacht buiten de Haagse regio te vestigen. De Julianakazerne kreeg toen een deel van de bestuursstaf van het Ministerie van Defensie onder haar dak.
In 2006 werd een boekje uitgegeven over de kazerne.

## Woonbestemming
In 2011 werd besloten dat Defensie de kazerne zou verlaten. In 2013 is het complex ontruimd en overgedragen aan het Rijksvastgoedbedrijf. In 2015 wordt begonnen met de verkoop. De gemeente Den Haag heeft er inmiddels een woonbestemming aan toegekend, waarbij het uitgangspunt is dat het bestaande gebouw behouden blijft. Nieuwe bebouwing/uitbreiding is onder voorwaarden mogelijk.

## Trivia
- Tijdens de Tweede Wereldoorlog was er ook een Prinses Juliana Kazerne in Stratford (Ontario).